# Урал Мухамеджанов
Урал Байгунович Мухамеджанов е казахстански депутат, председател на Мажилиса (долната палата) на парламента на Република Казахстан.

## Биография
Роден в Костанай на 11 ноември 1948 г. Завършва Новосибирския институт по кооперативна търговия и Висшата партийна школа в Алма Ата. От 1975 г. до 1992 г. работи на разлни длъжности в комсомолските и партийни органи, в областния съвет на народните депутати от Торгайска област.
През 1992-1994 е ръководител на администрацията на Амангелдински район на Тургайска област. През 1994 г. става депутат, заместник-председател на комитета по икономически реформи на Върховния съвет на Казахска ССР. През 1995-1997 е ръководител на Департамента по социално и културно развитие на правителството на Република Казахстан.
От 1997 г. до 2004 г. работи в администрацията на президента на Република Казахстан, след това се издига от държавен инспектор до завеждащ отдела за организационно-контролни дейности.
През септември 2004 г. е избран за депутат в Мажилиса. От ноември 2004 г. до юни 2007 г. е председател на Мажилиса. През септември 2007 г. отново е избран за член на Мажилиса. Член на комисията по земеделие. През февруари 2008 г. е избран за ръководител на групата на Национално-демократическата партия „Нур Отан“.
През октомври 2008 г. е избран за председател на Мажилиса на Казахстан. Остава и ръководител на парламентарната група на Демократическата народна партия „Нур Отан“.
През 2012 г. е избран за заместник-председател на Мажилиса. Член е на комисията по външни работи, отбрана и сигурност.

## Награди
- Орден „Парасат“
- Орден „Курмет“
- Медал „10 години Конституция на Република Казахстан“
- Медаль „10 години Астана“ (2008)
- Медаль „10 години Парламент на Република Казахстан“
- Орден на дружбата (за принос в укрепването на дружбата и сътрудничеството между Руската федерация и Република Казахстан)
- Орден „Федерация“ (2007)

|  | Тази страница частично или изцяло представлява превод на страницата „Мухамеджанов, Урал Байгунсович“ в Уикипедия на руски. Оригиналният текст, както и този превод, са защитени от Лиценза „Криейтив Комънс – Признание – Споделяне на споделеното“, а за съдържание, създадено преди юни 2009 година – от Лиценза за свободна документация на ГНУ. Прегледайте историята на редакциите на оригиналната страница, както и на преводната страница, за да видите списъка на съавторите. ВАЖНО: Този шаблон се отнася единствено до авторските права върху съдържанието на статията. Добавянето му не отменя изискването да се посочват конкретни източници на твърденията, които да бъдат благонадеждни. |